# カールティ
カールティ（英語: Karthi、Karthik Sivakumar、1977年5月25日 - ）は、インドの俳優。本名カールティク・シヴァクマール。主にタミル語映画に出演していて、これまでに複数の賞を獲得している。

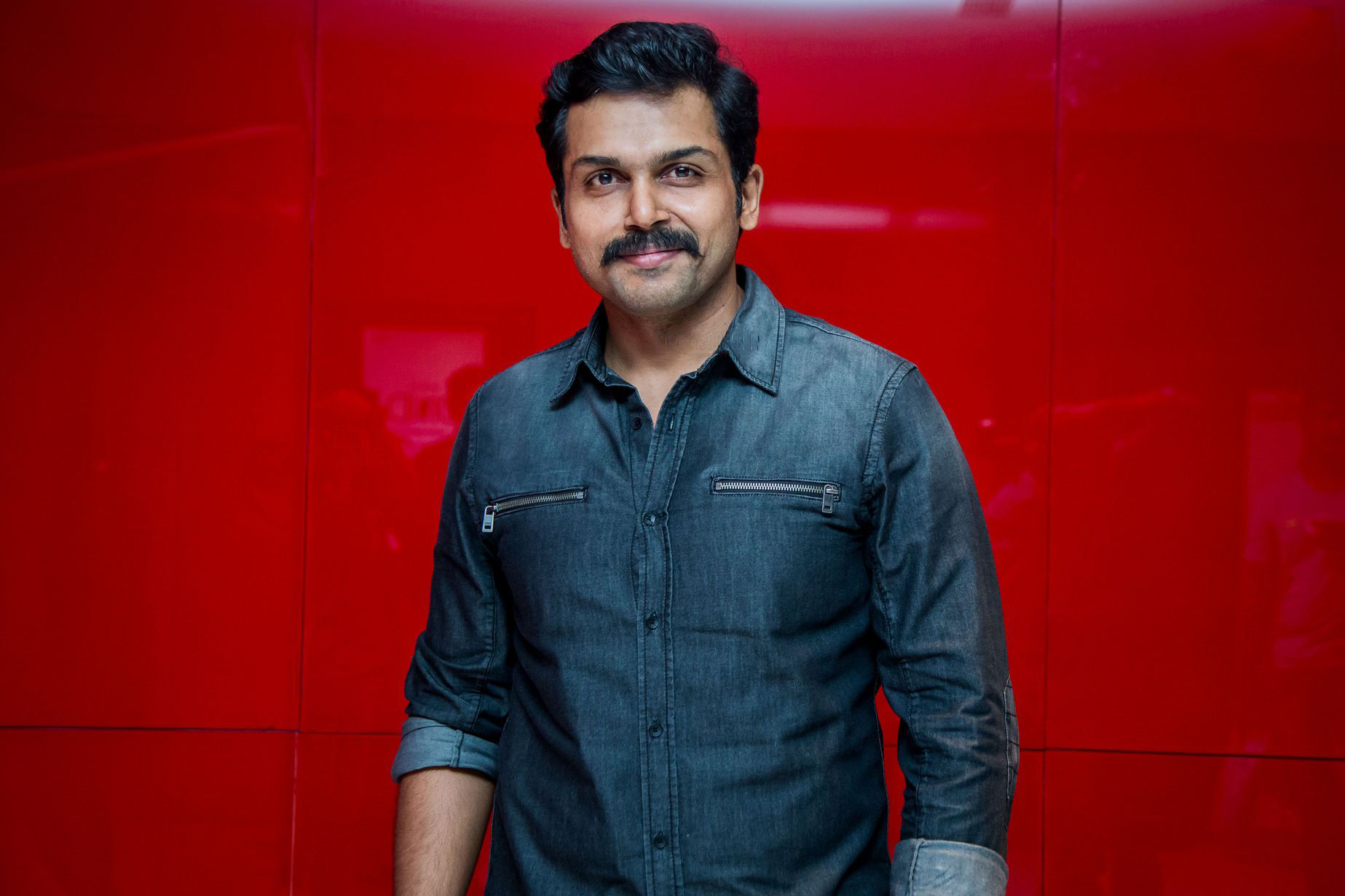
2018年以前

兄は同じく俳優のスーリヤ。父も同じく俳優のシヴァクマール。はじめ、マニラトナムの助監督をし、2007年に『Paruthiveeran』で俳優としてデビューした。これによりフィルムフェア賞の主演男優賞を含む数々の賞を受賞し、セルヴァラーガヴァン監督のアクション・アドベンチャー映画『Aayirathil Oruvan』 (2010)の主役を務めた。その後、『パイヤ―』（2010）、『ナーン・マハーン・アラ』（2010）、『Siruthai』（2011）と立て続けに商業的成功を収めた。『マドラス』（2014）、『トーザ』（2016）、『シーラン・アディガラーム・オンドル』（2017）、『カダイクティ・シンガム』（2018）、『カイティ』（2019）といった作品の主演を務めた。社会福祉活動にも取り組んでおり、自身が発足させた社会福祉クラブ「マッカル・ナラ・マンドラム」でファンに呼びかけ、2011年には、ライソゾーム病の認知度を高めるための大使を務め、2015年現在、ナディガール・サンガムの会計を務めている。

## 日本語字幕で上映された出演作（邦題）
・『マドラス 我らが街』
・『若き獅子』
・『囚人ディリ』
・『スルターン』
・『ヴィクラム』
・『PS-1』
・『PS-2』
・『マーク・アントニー』
・『メイヤラガン 　美しき人』

## 経歴
脚注
1. ↑  “Happy Birthday Karthi!”. The Times of India. (2013年5月25日).  オリジナルの2013年6月27日時点におけるアーカイブ。 2013年5月25日閲覧。
2. ↑  “Karthi (Karthik Sivakumar) | Karthi Movies & News | Actor Karthi Photos”. 2019年3月28日時点のオリジナルよりアーカイブ。2019年9月28日閲覧。